# Lucifer (журнал)
Lucifer (Люцифер, лат. «Несущий Свет») — теософический журнал, издававшийся в Лондоне с сентября 1887 года по 1897 год (в дальнейшем был переименован в The Theosophical Review).

## История
Журнал был основан Еленой Блаватской и его первый номер вышел в сентябре 1887 года в Лондоне.
Журнал выходил 12 раз в год (объем каждого выпуска составлял 50-60 страниц), освещая вопросы философии, теософии, науки и религии.
С 1889 года и до смерти Блаватской в мае 1891 года соредактором журнала была Анни Безант, которая затем продолжила публикации самостоятельно. С сентября 1895 года соредактором стал Джордж Мид.